# Дьявол (повесть)
«Дьявол» — повесть Льва Толстого, написанная им в 1889 году, опубликована посмертно в 1911 году. Имеет альтернативную концовку, предположительно созданную автором спустя 20 лет после написания основного корпуса произведения.

## История создания
Лев Толстой работал над повестью «Дьявол» в одно время с такими произведениями как «Крейцерова соната», «Отец Сергий», «Воскресение». Все перечисленные работы связаны общей идеей проблематичности полового вопроса, который волновал Толстого на протяжении всей жизни, но особенно в поздний период его творчества.
Сюжет и замысел имеет двойственное происхождение. С одной стороны, Лев Толстой описывает эпизод из собственной жизни, который он передает своему биографу Бирюкову:
«Вот вы пишете про меня всё хорошее. Это неверно и неполно. Надо писать и дурное. В молодости я вел очень дурную жизнь, и два события этой жизни особенно и до сих пор мучают меня. И я вам, как биографу, говорю это и прошу вас это написать в моей биографии. Эти события были: связь с крестьянской женщиной из нашей деревни, до моей женитьбы, — на это есть намек в моем рассказе „Дьявол“. Второе — это преступление, которое я совершил с горничной Гашей, жившей в доме моей тётки. Она была невинна, я ее соблазнил, ее прогнали, и она погибла».
С другой стороны, Толстой ссылается на несчастную жизнь своего знакомого Н. Н. Фридрихса, судебного следователя в Туле, смерть и последние дни которого воспроизводятся в повести (в обеих концовках) в измененном виде.
Указанием на автобиографичность также служит имя главного героя Иртенева, которое отсылает к ранней трилогии «Детство. Отрочество. Юность».
Первое время после написания повести Толстой не публиковал ее из-за возможных острых чувств его жены, Софьи Андреевны, которая знала о прошлых похождениях мужа. Спустя несколько лет, он все-таки решил ее опубликовать, чтобы на вырученные деньги помочь духоборам перебраться в Америку, но после редакции решил ее оставить из-за большого сходства с повестью "Отец Сергий", которой он отдал предпочтение в печати.
В 1909 году Софья Андреевна все-таки знакомится с рукописью, после чего было "тяжелое и очень напряженное объяснение с мужем". Лев Толстой отмечает в своем дневнике : " жена нашла «Дьявола», и «в ней поднялись старые дрожжи "

## Действующие лица
Евгений Иртенев — молодой помещик, 26 лет.
Марья Павловна — его мать.
Степанида — крестьянка.
Данила — охотник.
Лиза — жена Иртенева.
Варвара Алексеевна — мать Лизы.

## Отзывы и критика
Ближайший друг и последователь Толстого Владимир Чертков в одном из писем своему учителя просит:
«Мы естественно иногда духовно беседуем о том, что нас больше всего мучает и расстраивает, и постоянно вспоминаю вашу повесть об Иртеневе; но у меня даже нет здесь черновой, которая хранится в верном месте, у моей матери в Петербурге. А потому обращаюсь к вам с просьбой, дорогой брат наш, дайте нам возможность вторично прочесть эту ужасную историю, прожить с Иртеневым все его страдания и усилить в себе ужас перед этою убийственною похотью — пришлите нам ту рукопись, которую я для вас списал. Я ее вскоре же верну вам, и доверьтесь мне, что дальше нас троих даже слух о существовании этой вещи не пойдет»